# Itagibá
Itagibá est une municipalité brésilienne, située dans l'État de Bahia et la Microrégion d'Ilhéus-Itabuna.